# Estación de El Portal
El Portal fue una estación ferroviaria situada junto a la entidad local autónoma de El Portal, en Jerez de la Frontera. Pertenecía a la Línea Ferroviaria Sevilla-Cádiz.

## Historia
Una primera estación fue inaugurada en 1854, en la que fue la primera línea ferroviaria de Andalucía, que iba desde Jerez de la Frontera hasta El Puerto de Santa María. El objetivo inicial de esta línea era transportar vino hasta el puerto para de ahí embarcar con destino al Reino Unido. Más tarde, en 1904 fue demolida y sustituida por el actual edificio. En 1917 cuando, con motivo de la gran riada del 7 de marzo, la línea férrea quedó cortada por unos días al inundarse un tramo de 6 km entre la estación y la vega baja del río. Desde la estación se llevaron a cabo las operaciones de rescate y salvamento con lanchas de los vecinos que habían quedado aislados en los campos de los alrededores por la crecida del Guadalete.
Su cierre se produjo en 2007 tras la construcción de un viaducto sobre el Río Guadalete, que es con 3221 metros el viaducto más largo de España. Con ello se atendió la histórica reivindicación de los vecinos de la pedanía de la eliminación de un paso a nivel a través de las vías del tren, que se cobró 11 víctimas mortales entre 1950 y 1999.